# Protonemura pectinata
Protonemura pectinata is een steenvlieg uit de familie beeksteenvliegen (Nemouridae). De wetenschappelijke naam van de soort is voor het eerst geldig gepubliceerd in 1982 door Berthélemy & Dia.